# Carlton (Alabama)
Carlton es un lugar designado por el censo ubicado en el condado de Clarke en el estado estadounidense de Alabama. En el año 2010 tenía una población de 65 habitantes.

## Geografía
Carlton se encuentra ubicado en las coordenadas 31°20′34.8″N 87°50′42″O / 31.343000, -87.84500.